# Não Há Crise!
Não Há Crise! é um programa televisivo português de apanhados apresentado por Fernando Rocha na emissora portuguesa SIC, desde 2008. 
Começou por ser apresentado por Nuno Graciano até 2013, seguido por Vanessa Oliveira. De 2013 a 2016 foi apresentado por Rita Andrade e João Ricardo e nos anos de 2017 e 2018 pela dupla Diana Chaves e João Paulo Sousa. Atualmente é apresentado pelo humorista Fernando Rocha.
O programa é exibido em horário nobre durante a semana e reaproveita episódios do Just for Laughs Gags, que provém do Canadá, interpolado por comentários dos apresentadores. O programa já foi considerado um sucesso, tendo ultrapassando os 30% de share.

## Temporadas
| Temporada | Temporada                      | Estreia                | Final                 | Horário                                       | Apresentadores                   |
| --------- | ------------------------------ | ---------------------- | --------------------- | --------------------------------------------- | -------------------------------- |
|           | 1                              | 18 de outubro de 2008  | 2009                  | -                                             | Nuno Graciano                    |
|           | 2                              | 2009                   | 2009                  | -                                             | Nuno Graciano                    |
|           | 3                              | 2008                   | 2008                  | -                                             | Nuno Graciano                    |
|           | 4                              | 18 de novembro de 2009 | 2009                  | -                                             | Nuno Graciano                    |
|           | 5                              | 2010                   | 2010                  | -                                             | Nuno Graciano                    |
|           | 6                              | 25 de julho de 2011    | 2011                  | -                                             | Nuno Graciano                    |
|           | 7                              | 9 de junho de 2012     | 2012                  | Sábado, 21h30                                 | Nuno Graciano e Vanessa Oliveira |
|           | 8                              | 6 de janeiro de 2013   | 6 de janeiro de 2013  | Domingo, 21h30                                | Nuno Graciano e Vanessa Oliveira |
|           | 9                              | 20 de julho de 2013    | 10 de agosto de 2013  | Sábado, 22h50                                 | João Ricardo e Rita Andrade      |
|           | 10                             | 20 de junho de 2015    | 22 de agosto de 2015  | Sábado, 22h50                                 | João Ricardo e Rita Andrade      |
|           | 11                             | 22 de maio de 2016     | 2016                  | Domingo, 22h50                                | João Ricardo e Rita Andrade      |
|           | Especial                       | 2 de abril de 2017     | 2 de abril de 2017    | Domingo, 21h50                                | Diana Chaves e João Paulo Sousa  |
|           | 12                             | 16 de julho de 2017    | 1 de outubro de 2017  | Domingo, 21h45                                | Diana Chaves e João Paulo Sousa  |
|           | 13                             | 24 de junho de 2018    | 2 de setembro de 2018 | Domingo, 22h30                                | Diana Chaves e João Paulo Sousa  |
|           | 14                             | 4 de agosto de 2019    | 4 de abril de 2020    | Domingo, 22h45 / Sábado, 23h / Domingo, 19h10 | Fernando Rocha                   |
|           | Especial "Ano Novo, Vida Nova" | 2 de janeiro de 2020   | 3 de janeiro de 2020  | Segunda a sexta, 19h10 às 20h                 | Fernando Rocha                   |
|           | 15                             | 1 de agosto de 2020    | sem dados             | Domingo, 23h30 e Sábado, 23h                  | Fernando Rocha                   |
|           | 16                             | 17 de julho de 2022    | 4 de setembro de 2022 | Domingo, 23h30                                | Fernando Rocha                   |
|           | 17                             | 5 de novembro de 2022  |                       | Sábado, 23h15                                 | Fernando Rocha                   |